# Kaliningrad oblast
Kaliningrad oblast (russisk: Калининградская область, tr. Kaliningradskaja oblast) er en af 46 oblaster i Den Russiske Føderation. Oblasten har et areal på 15.125 km² og 994.599 (2023) indbyggere. Oblastens administrative center er placeret i byen Kaliningrad, der har 488.690 (2025) indbyggere. Andre større byer i oblasten er Sovetsk (russisk: Советск) med 38.614 (2023) indbyggere, og Tjernjakhovsk (russisk: Черняховск) med 35.705 (2023) indbyggere.

## Geografi
Kaliningrad Oblast er en eksklave uden landforbindelse til det egentlige Rusland, men udelukkende landegrænse til EU-landene Litauen og Polen og kystlinje til Østersøen. Oblastens største flod er Pregolja, der opstår ved sammenløbet af Instrutj og Angrapa og udmunder i Østersøen via Wisłabugten. Pregoljas længde er 123 km, medregnet Angrapa er længden 292 km.

## Historie
Landområdet, hvor oblasten ligger, var tidligere en del af den tyske provins Østpreussen, der havde været under tysk indflydelse siden Den Tyske Orden besejrede og fordrev det baltiske folkeslag Gammelpreussere i midten af 1200-tallet. I de efterfølgende århundreder foregik en omfattende germanisering og tysk kolonisering af området. I 1800-tallet uddøde det gammelpreussiske (baltiske) sprog, og gammelpreusserne var fuldstændigt germaniserede.
Den 29. august 1944 under 2. verdenskrig nåede sovjetiske tropper grænsen til Østpreussen. I januar 1945 indtog den Røde Hær hele Østpreussen med undtagelse af området omkring Königsberg. Mange indbyggere flygtede mod vest på dette tidspunkt. I de sidste dage af krigen blev over to millioner af beboerne evakueret ad søvejen. Den resterende befolkning på omkring 300.000 tyskere blev idømt tvangsarbejde.

### Potsdam
Ved slutningen af krigen i 1945 blev byen en del af Sovjetunionen, som en del af den russiske SFSR, indtil den endelige bestemmelse af territoriale spørgsmål på Potsdamkonferencen:

"VI. CITY OF KÖNIGSBERG AND THE ADJACENT AREA

The Conference examined a proposal by the Soviet Government that pending the final determination of territorial questions at the peace settlement the section of the western frontier of the Union of Soviet Socialist Republics which is adjacent to the Baltic Sea should pass from a point on the eastern shore of the Bay of Danzig to the east, north of Braunsberg and Goldap, to the meeting point of the frontiers of Lithuania, the Polish Republic and East Prussia.
The Conference has agreed in principle to the proposal of the Soviet Government concerning the ultimate transfer to the Soviet Union of the city of Koenigsberg and the area adjacent to it as described above, subject to expert examination of the actual frontier.
The President of the United States and the Prime Minister of the United Kingdom have declared that they will support the proposal of the Conference at the forthcoming peace settlement."
dansk: VI. BYEN KÖNINGSBERG OG DET TILGRÆNSENDE OMRÅDE

Konferencen behandlede et forslag fra den sovjetiske regering, at indtil den endelige bestemmelse af territoriale spørgsmål på fredskonferencen skulle den del af den vestlige grænse af Unionen af socialistiske sovjetrepublikker, der støder op til Østersøen, passere fra et punkt på den østlige bred af Gdańskbugten mod øst, nord for Braunsberg og Goldap, til sammenløbet af grænserne for Litauen, den Polske Republik og Østpreussen.
Konferencen har indvilgede i principperne i forslaget fra den sovjetiske regering vedrørende den endelige overførsel af byen Koenigsberg og området, der støder op til byen, som beskrevet ovenfor, med forbehold eksperters undersøgelse af den faktiske grænse, til Sovjetunionen.
Præsidenten for Amerikas Forenede Stater og premierminister i Det Forenede Kongerige erklærede, at de vil støtte konferencens forslag ved den kommende fredsaftale.

## Byer og byområder i Kaliningrad Oblast
| Nutidigt navn     | Tidl. tysk navn | Russisk navn    | Indbyggere 1. januar 2006 |
| ----------------- | --------------- | --------------- | ------------------------- |
| Kaliningrad       | Königsberg      | Калининград     | 423.651                   |
| Sovetsk           | Tilsit          | Советск         | 43.048                    |
| Tjernjakhovsk     | Insterburg      | Черняховск      | 41.680                    |
| Baltijsk          | Pillau          | Балтийск        | 33.255                    |
| Gusev             | Gumbinnen       | Гусев           | 28.051                    |
| Svetlyj           | Zimmerbude      | Светлый         | 21.805                    |
| Gvardejsk         | Tapiau          | Гвардейск       | 13.552                    |
| Neman             | Ragnit          | Неман           | 12.320                    |
| Zelenogradsk      | Cranz           | Зеленоградск    | 12.266                    |
| Pionerskij        | Neukuhren       | Пионерский      | 11.761                    |
| Gurjevsk          | Neuhausen       | Гурьевск        | 11.132                    |
| Svetlogorsk       | Rauschen        | Светлогорск     | 10.918                    |
| Polessk           | Labiau          | Полесск         | 7.570                     |
| Mamonovo          | Heiligenbeil    | Мамоново        | 7.500                     |
| Bagrationovsk     | Preußisch Eylau | Багратионовск   | 6.773                     |
| Ozjorsk           | Darkehmen       | Озёрск          | 5.357                     |
| Jantarnij         | Palmnicken      | Янтарный        | 5.346                     |
| Slavsk            | Heinrichswalde  | Славск          | 4.979                     |
| Nesterov          | Stallupönen     | Нестеров        | 4.889                     |
| Pravdinsk         | Friedland       | Правдинск       | 4.439                     |
| Ladusjkin         | Ludwigsort      | Ладушкин        | 3.802                     |
| Krasnoznamensk    | Lasdehnen       | Краснознаменск  | 3.518                     |
| Zjeleznodorozjnij | Gerdauen        | Железнодорожный | 2.857                     |
| Primorsk          | Fischhausen     | Приморск        | 2.118                     |

## Kendte personer fra Kaliningrad Oblast
- Immanuel Kant, filosof mm.
- Aleksei Leonov, kosmonaut
- Viktor Patsayev, kosmonaut